# Angelo Frammartino
Angelo Frammartino (Monterotondo, 28 aprile 1982 – Gerusalemme, 10 agosto 2006) è stato un pacifista italiano, Medaglia d'oro al merito civile.

## Biografia
Laureando in giurisprudenza, era volontario in una missione di pace a Gerusalemme presso il centro denominato "La torre del Fenicottero" per aiutare i bambini vittime del conflitto israelo-palestinese. In Italia era anche un militante di Rifondazione Comunista
È stato accoltellato in via Sultan Suleiman, nei pressi della Porta di Erode a Gerusalemme. L'assassino, subito identificato come Ashraf Hanaisha, un palestinese di 24 anni, si è rivelato essere un affiliato della Jihad islamica palestinese. Residente nel villaggio di Qabatiya, nei pressi di Jenin, Hanaisha aveva progettato di colpire un ebreo israeliano.
Al suo funerale, celebrato il 15 agosto 2006 nel Duomo di Monterotondo, hanno partecipato personalità istituzionali e cittadini di ogni parte d'Italia.
La sua morte ha commosso l'Italia. Tantissimi gli attestati di vicinanza che i familiari e gli amici hanno ricevuto.
Il Presidente della Repubblica Giorgio Napolitano, in data 12 gennaio 2007, gli ha conferito la medaglia d’oro al merito civile alla memoria che è stata ritirata dai familiari il 9 novembre 2007 durante la cerimonia solenne presso la Prefettura di Roma.
Molti sono i luoghi pubblici e premi intitolati alla sua memoria in Italia e all'estero. Nella sua città natale di Monterotondo (a nord di Roma) portano il suo nome l'Istituto di Istruzione superiore Angelo Frammartino e la Casa della Pace. A Caulonia, paese di origine dei suoi familiare in provincia di Reggio Calabria, sono intitolati ad Angelo: la Villa e la Casa delle Pace. Anche il Comune di Torino gli ha intitolato una via in zona Lucento.

## Premio Angelo Frammartino
Il 25 settembre 2007 è stata costituita a Monterotondo la Fondazione Angelo Frammartino ONLUS che promuove i valori della pace, della non violenza e della solidarietà.
Il Premio Angelo Frammartino, che si svolge annualmente ad agosto a Caulonia (RC), paese di origine del giovane pacifista, è stato assegnato nel corso degli anni a personalità che si sono impegnate concretamente nella promozione degli ideali della pace, della non violenza, della legalità, del dialogo interculturale: Deborah Cartistano e Stefania Grasso (2008, Pace è Legalità), Carmelo Filocamo (2009, Pace è Partecipazione), Pino De Masi (2010, Pace è Convivialità), Associazione dei familiari delle vittime dell'eccidio di Marzabotto (2011, Pace è Conoscenza), Nicola Gratteri (2012, Pace è Incontro), Fabrizio Gatti (2013, Pace è Diritti), alla memoria di Angelo Vassallo (2014, Pace è Armonia), Federica Angeli (2015, Pace è Donna), don Giacomo Panizza (2016, Pace è Impegno), don Luigi Merola (2017, Pace è Inclusione), Gianni Maddaloni (2018, Pace è Sport), Antonio Nicaso (2019, Pace è Ricerca).

## Frammaday
Il Frammaday è un'iniziativa nata dagli amici di Angelo, divenuta nel tempo un appuntamento annuale a Monterotondo, dove si presentano i laboratori realizzati nelle scuole e si promuovono altre attività di carattere culturale e sportivo, oltre a essere un momento di incontro e di riflessione su impegno civile, accoglienza, memoria e identità collettiva.
L'iniziativa ha il suo centro a Monterotondo, tuttavia in molte occasioni si sono svolte iniziative collegate anche a Roma.